# Gamba Osaka
Gamba Osaka (jap. ガンバ大阪 Gamba Ōsaka) – japoński klub piłkarski grający obecnie w J1 League. Klub ma siedzibę w Suicie w północno-wschodniej części Prefektury Osaka. Zespół Gamby domowe mecze rozgrywa na stadionie Panasonic Stadium Suita w Suicie.
Nazwa Gamba wzięła się od japońskiego słowa gambaru co w języku polskim znaczy starać się lub nie ustępować.

## Historia
Klub został założony w 1980 roku jako klub piłkarski Matsushita Electric Industrial Co., Ltd. w Prefekturze Nara. 1 października 1991 zmieniono nazwę na Gamba Osaka i w 1992 roku Gamba została włączona do japońskiej J-League.
Przez pierwsze lata gry w J-League Gamba zajmował dalsze miejsca w tabeli. W 1997 do klubu sprowadzono Kameruńczyka Patricka M’Bomę, który zdobył 33 gole w 40 meczach dla klubu i Gamba zakończyła sezon na drugim miejscu w tabeli.
W 2005 roku klub po raz pierwszy zdobył mistrzostwo Japonii. Gamba musiała wygrać, podczas gdy ich sąsiedzi zza miedzy Cerezo Osaka musieli stracić punkty. Gamba wygrała z Kawasaki Frontale 4:2, natomiast Cerezo zremisowało z F.C. Tokyo, które zdobyło wyrównującego gola w 90 minucie meczu.
W 2008 roku Gamba zdobyła Puchar Cesarza, Superpuchar Japonii i wygrało Azjatycką Ligę Mistrzów. W 2012 roku klub zajął przedostatnie 17. miejsce w ekstraklasie i po raz pierwszy w historii spadł do drugiej ligi. W 2013 roku klub wygrał rozgrywki J-League 2 i powrócił do ekstraklasy. W sezonie 2014 Gamba po raz drugi w swej historii wywalczyła tytuł mistrza Japonii.

## Stadion
W latach 1980–2015 stadionem macierzystym klubu był obiekt Expo '70 Commemorative Stadium.
Podczas Pucharu Panasonic 14 lutego 2016 na nowym stadionie Panasonic Stadium Suita został rozegrany inauguracyjny, oficjalny mecz z klubem Nagoya Grampus.

## Występy wg poszczególnych sezonów
| Sezon | Liga | Liczba drużyn | Pozycja w lidze | Frekwencja | Puchar Ligi Japońskiej | Puchar Cesarza | Azjatycka Liga Mistrzów | Klubowe mistrzostwa świata |
| ----- | ---- | ------------- | --------------- | ---------- | ---------------------- | -------------- | ----------------------- | -------------------------- |
| 1992  | –    | –             | –               | –          | faza grupowa           | ćwierćfinał    | –                       | –                          |
| 1993  | J1   | 10            | 7               | 21,571     | półfinał               | 2. runda       | –                       | –                          |
| 1994  | J1   | 12            | 10              | 22,367     | półfinał               | półfinał       | –                       | –                          |
| 1995  | J1   | 14            | 14              | 13,310     | –                      | półfinał       | –                       | –                          |
| 1996  | J1   | 16            | 12              | 8,004      | faza grupowa           | półfinał       | –                       | –                          |
| 1997  | J1   | 17            | 4               | 8,443      | faza grupowa           | półfinał       | –                       | –                          |
| 1998  | J1   | 18            | 15              | 8,723      | faza grupowa           | 3. runda       | –                       | –                          |
| 1999  | J1   | 16            | 11              | 7,996      | 2. runda               | 4. runda       | –                       | –                          |
| 2000  | J1   | 16            | 6               | 9,794      | 2. runda               | półfinał       | –                       | –                          |
| 2001  | J1   | 16            | 7               | 11,723     | 2. runda               | ćwierćfinał    | –                       | –                          |
| 2002  | J1   | 16            | 3               | 12,762     | półfinał               | 4. runda       | –                       | –                          |
| 2003  | J1   | 16            | 10              | 10,222     | ćwierćfinał            | 4. runda       | –                       | –                          |
| 2004  | J1   | 16            | 3               | 12,517     | ćwierćfinał            | półfinał       | –                       | –                          |
| 2005  | J1   | 18            | 1               | 15,966     | drugie miejsce         | półfinał       | –                       | –                          |
| 2006  | J1   | 18            | 3               | 16,259     | ćwierćfinał            | drugie miejsce | faza grupowa            | –                          |
| 2007  | J1   | 18            | 3               | 17,439     | zwycięzca              | półfinał       | –                       | –                          |
| 2008  | J1   | 18            | 8               | 16,128     | półfinał               | zwycięzca      | zwycięzca               | trzecie miejsce            |
| 2009  | J1   | 18            | 3               | 17,712     | ćwierćfinał            | zwycięzca      | 16. runda               | –                          |
| 2010  | J1   | 18            | 2               | 16,654     | ćwierćfinał            | półfinał       | 16. runda               | –                          |
| 2011  | J1   | 18            | 3               | 16,411     | półfinał               | 3. runda       | 16. runda               | –                          |
| 2012  | J1   | 18            | 17              | 14,778     | ćwierćfinał            | drugie miejsce | faza grupowa            | –                          |
| 2013  | J2   | 22            | 1               | 12,286     | –                      | 3. runda       | –                       | –                          |
| 2014  | J1   | 18            | 1               | 14,749     | zwycięzca              | zwycięzca      | –                       | –                          |
| 2015  | J1   | 18            | 2               | 15,999     | drugie miejsce         | zwycięzca      | półfinał                | –                          |
| 2016  | J1   | 18            | 4               | 25,342     | drugie miejsce         | ćwierćfinał    | faza grupowa            | –                          |
| 2017  | J1   | 18            | 10              | 24,277     | półfinał               | ćwierćfinał    | faza grupowa            | –                          |
| 2018  | J1   | 18            | 9               | 23,485     | ćwierćfinał            | 2. runda       | –                       | –                          |
| 2019  | J1   | 18            | 7               | 27,708     | półfinał               | 3. runda       | –                       | –                          |

## Sukcesy
J1 League
- Zwycięzca: 2005, 2014
- Drugie miejsce: 2010, 2015

J2 League
- Zwycięzca: 2013

Puchar Cesarza
- Zwycięzca: 2008, 2009, 2014, 2015
- Drugie miejsce: 2006, 2012

Puchar Ligi Japońskiej
- Zwycięzca: 2007, 2014
- Drugie miejsce: 2005, 2015, 2016

Superpuchar Japonii
- Zwycięzca: 2007, 2015
- Drugie miejsce: 2006, 2009, 2010, 2016

Azjatycka Liga Mistrzów
- Zwycięzca: 2008

Copa Suruga Bank
- Drugie miejsce: 2008, 2015

Klubowe mistrzostwa świata w piłce nożnej
- Trzecie miejsce: 2008

Pan-Pacific Championship
- Zwycięzca: 2008

A3 Champions Cup
- Drugie miejsce: 2006

## Piłkarze

### Obecny skład
Stan na 28 grudnia 2019
| Nr | Poz. | Piłkarz                                |
| -- | ---- | -------------------------------------- |
| 1  | BR   | Masaaki Higashiguchi                   |
| 4  | OB   | Hiroki Fujiharu                        |
| 5  | OB   | Genta Miura (kapitan)                  |
| 7  | PO   | Yasuhito Endō                          |
| 8  | PO   | Kosuke Onose                           |
| 9  | NA   | Ademilson                              |
| 10 | PO   | Shū Kurata                             |
| 11 | NA   | David Concha (wyp. z Real Sociedad)    |
| 13 | OB   | Shunya Suganuma                        |
| 14 | NA   | Markel Susaeta                         |
| 15 | PO   | Yōsuke Ideguchi                        |
| 17 | PO   | Yuto Suzuki (wyp. z Kawasaki Frontale) |
| 18 | NA   | Patric (wyp. z Sanfrecce Hiroszima)    |
| 19 | OB   | Kim Young-gwon                         |
| 20 | NA   | Daisuke Takagi                         |
| 21 | PO   | Shin’ya Yajima                         |

| Nr | Poz. | Piłkarz           |
| -- | ---- | ----------------- |
| 23 | BR   | Mizuki Hayashi    |
| 24 | OB   | Keisuke Kurokawa  |
| 26 | PO   | Kohei Okuno       |
| 27 | OB   | Ryu Takao         |
| 28 | PO   | Yuki Yamamoto     |
| 29 | PO   | Leo Takae         |
| 30 | OB   | Naoaki Aoyama     |
| 31 | BR   | Ken Tajiri        |
| 32 | PO   | Ren Shibamoto     |
| 33 | NA   | Takashi Usami     |
| 34 | PO   | Yuya Fukuda       |
| 35 | OB   | Tatsuya Yamaguchi |
| 36 | OB   | Riku Matsuda      |
| 37 | NA   | Haruto Shirai     |
| 39 | NA   | Kazuma Watanabe   |
| 41 | BR   | Kosei Tani        |

### Piłkarze na wypożyczeniu
Stan na 28 grudnia 2019
| Nr | Poz. | Piłkarz                                                  |
| -- | ---- | -------------------------------------------------------- |
|    | OB   | Hiroki Noda (wypożyczony do Montedio Yamagata)           |
|    | OB   | Kōki Yonekura (wypożyczony do JEF United Ichihara Chiba) |
|    | PO   | Mizuki Ichimaru (wypożyczony do FC Gifu)                 |
|    | NA   | Akito Takagi (wypożyczony do Montedio Yamagata)          |
|    | NA   | Hiroto Goya (wypożyczony do V-Varen Nagasaki)            |
|    | OB   | Oh Jae-suk (wypożyczony do F.C. Tokyo)                   |

| Nr | Poz. | Piłkarz                                                 |
| -- | ---- | ------------------------------------------------------- |
|    | PO   | Jungo Fujimoto (wypożyczony do Kyoto Sanga F.C.)        |
|    | NA   | Keito Nakamura (wypożyczony do FC Twente)               |
|    | BR   | Ryota Suzuki (wypożyczony do JEF United Ichihara Chiba) |
|    | OB   | Bae Soo-yong (wypożyczony do Kamatamare Sanuki)         |
|    | NA   | Kazunari Ichimi (wypożyczony do Kyoto Sanga F.C.)       |

## Trenerzy
- Yoji Mizuguchi (1980–1991)
- Kunishige Kamamoto (1991–1994)
- Sigfried Held (1995)
- Josip Kuže (1995–1997)
- Friedrich Koncilia (1997–1998)
- Frédéric Antonetti (1998–1999)
- Hiroshi Hayano (1999–2001)
- Kazuhiko Takemoto (2001)
- Akira Nishino (2002–2012)
- José Carlos Serrão (2012)
- Masanobu Matsunami (2012)
- Kenta Hasegawa (2013–2017)
- Levir Culpi (2018)
- Tsuneyasu Miyamoto (2018–)